# Стенберг, Биргитта
Биргитта Альма София Стенберг (швед. Birgitta Alma Sofia Stenberg; 26 апреля 1932, Стокгольм — 23 августа 2014, Гулльспонг) — шведская писательница.

## Биография и творчество
Биргитта Стенберг родилась в 1932 году в Стокгольме. Её детство прошло в Висбю на Готланде, где её отец работал аптекарем. Когда он вышел на пенсию, семья переехала в Туллинге близ Стокгольма. Биргитта посещала высшую школу Enskilda Gymnasiet, однако не закончила обучение. В этот период она вошла в общество Metamorfosgruppen, основанное молодыми литераторами в 1951 году, а также выступала в качестве актрисы на театральной сцене.
В 1950-х — 1960-х годах Биргитта Стенберг путешествовала по Франции и Италии. У неё была связь вначале с мафиози Чарльзом Лучиано, а затем с королём Египта Фаруком I. Первый роман Стенберг, «Caroll», на тему лесбийской любви, был отвергнут издательством Альберта Бонье. Первым опубликованным произведением писательницы стал экзистенциальный роман «Mikael och Poeten» (1956), получивший положительные отзывы критиков. Так же был принят и её второй роман, «Vit av natten» (1958). Однако наибольший успех имел роман 1961 года, «Chans», повествующий о любви между девушкой и молодым человеком, принадлежащими к разным слоям общества. В 1962 году по нему был снят фильм. Широкую полемику вызвал роман «Rapport» (1969) на тему наркозависимости. Ранее, в 1964 году, писательница уже обращалась к этой теме в своём произведении «De frånvända».
В 1965 году Биргитта Стенберг поселилась на острове Остоль в Бохуслене, и в 1974 году вышла замуж за Хокана Лагергрена, вместе с которым занималась рыбной ловлей и пчеловодством. В 1976 году она написала книгу для детей, «Klara färdiga», по которой впоследствии был снят телесериал. В 1981 году вышел её автобиографический роман «Kärlek i Europa», повествующий о жизни богемы в Стокгольме, Париже и на Капри. В нём, как и в ряде других произведений писательницы, затрагиваются темы однополой любви, благодаря чему произведения Стенберг пользовались популярностью у представителей ЛГБТ-сообщества Швеции. В 1991 году умер Хокан Лагергрен, и в 1992 году Биргитта Стенберг опубликовала поэтический сборник «Mannen i havet», ставший выражением её скорби. В 2012 году о Биргитте Стенберг был снят документальный фильм «Alla vilda».
Биргитта Стенберг умерла в 2014 году и была похоронена на кладбище Скугсчюркогорден в Стокгольме.